# Dio (teatro)
Dio è un'opera teatrale di Woody Allen. Nei paesi anglofoni, il dramma è stato pubblicato da Allen nel suo libro Without Feathers (1975), che è stato tradotto in italiano coi titoli Citarsi addosso (1976) e Senza piume (2004).

## Trama
In un teatro dell'antica Atene, due artisti dai bizzarri nomi di Epàtite e Diàbete stanno allestendo un dramma incentrato sulla storia di uno schiavo chiamato Fidipide, che deve consegnare un messaggio al re Edipo. Sostenuto da una serie di improbabili personaggi, il protagonista riesce nel suo compito, ma alla fine, invece di un premio, gli tocca una condanna a morte. Per risolvere questa situazione drammatica, Epàtite e Diàbete accettano il suggerimento dell'inventore Trichìnosi, che consiglia loro di usare un deus ex machina, ma il macchinario si inceppa sul finale, provocando la morte del dio fra gli ingranaggi.
L'intero dramma è ricco di trovate metateatrali: non mancano infatti le interazioni con un pubblico di personaggi moderni, tra i quali una ragazza di origine ebraica, Doris Levine, che chiede a Epàtite e Diàbete di entrare nella loro compagnia; essi accettano di scritturarla soltanto dopo aver parlato al telefono con Woody Allen in persona. Il finale può essere interpretato come un esempio di umorismo grottesco, perché disattende le pretese ottimistiche di tutti, deludendo non solo le aspettative dei personaggi, ma anche quelle del pubblico in sala, per mezzo di una conclusione che riecheggia la nietzscheana "morte di Dio". Il dramma si chiude perciò in maniera aperta, con una riflessione problematica sull'assenza di un intervento provvidenziale nelle vicende umane, governate dal caos e dall'illogicità.